# قناطر مياه بن طولون

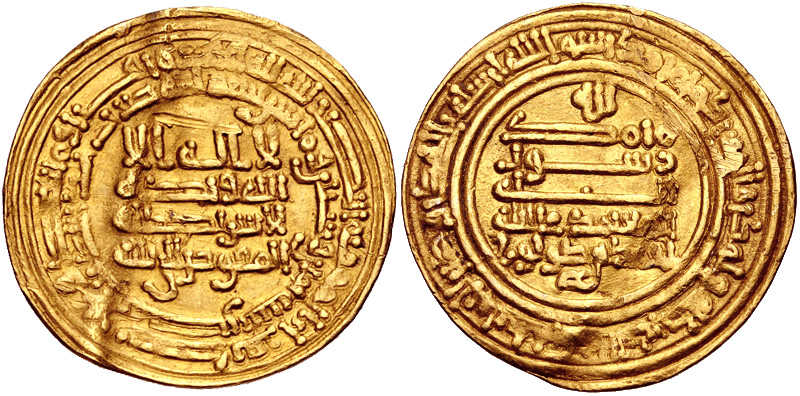
دينار أف أحمد بين طولون، ٢٦٨ هـ

قناطر أحمد بن طولون تعرف أيضا بسقاية بن طولون وسور بن طولون، هي مجرى عيون تبدأ من منطقة بئر أم السلطان في حي البساتين وتنتهي عند جامع سيدي عقبة. أنشأها بن طولون في القرن التاسع الميلادي لايصال المياة من بركة الحبش إلى سكان المدافن. وقد شيَّد أحمد بن طولون في الجنوب الشرقي من القطائع قناطر للمياه، وكان الماء يسير في عيونها إلى القطائع من بئر حفرة في أسفلها، وكان يرفع الماء من البئر إلى القناطر بواسطة ساقية، وقد بنيت هذه القناطر من نفس الآجُرّ الذي بُني منه الجامع الطولوني. لهذا يعتقد أن المهندس الذي شيدها هو نفس المهندس الذي شيد الجامع، ولا تزال بقية من هذه القناطر باقية إلى اليوم في حي البساتين بالقاهرة.
يعد هذا الاثر أحد 5 اثار متبقية من العصر الطولوني وهم؛ (جامع بن طولون، الفسقية الطولونية، الساقية الطولونية، قناطر بن طولون، وبقايا البيت الطولوني)

## وصف القناطر
يتضح أن بداية القناطر أو البئر المشيدة التي كان يرفع منها الماء بواسطة ساقيتين تعيَّن- حسب أقوال المؤرخين- نقطة على حدود بركة الحبش التي كانت تشغل مساح كبيرة من الأرض في جنوب الفسطاط من القراف الكبرى وحتى شمال قرية البساتين أو بساتين الوزير. وأن الحدود الشمالية للبركة كانت تبعد نحو كيلومترين ونصف عن ضريح الإمام الشافعي. ويتضح أيضاً أن بركة الحبش ظلت تستمد ماءها من النيل مباشرة فترة طويلة من الزمن وذلك عن طريق بركة (الشعبية) ثم خليج بني وائل الذي كان يخرج من النيل جنوب قصر الشمع بنحو 300 متر، أي قبل أن يتفرع عند رأس جزيرة الروضة إلى فرعيه المعروفين. 
كل ذلك جعل المناطق على شواطئ بركة الحبش تحتفظ بمياه جوفية طوال السنة ويمكن استخراجها بسهولة نسبية من آبار تحفر بالقرب منها. ولو تتبعنا تخطيط بقايا قناطر ابن طولون من عند بئر المأخذ واتجاهها نحو الشمال لوجدنا أن ان امتدادها يسير ليتصل بامتداد شارع سيدي عقبة حتى ميدان جامع الامام الشافعي. وقد قطع امتداد القناطر في الوقت الحاضر التقسيم الجديد لقرافة سيدي عقبة الذي خطط منذ عهد قريب جنوب ضريح الإمام الليث.. كذلك لو زدنا في امتداد خط اتجاه القناطر على استقامة شارع سيدي عقبة من ميدان جامع الإمام الشافعي نحو الشمال لوجدناه يسير مطابقا تقريباً لخط الامام الشافعي الذي به الترام الآن حتى يصل إلى موضع سجن مصر الذي تقرر هدمه أخيرا لتضم أرضه إلى الميدان الذي يبدأ من هذا الموضع حتى ميدان صلاح الدين. 

## هدف بناء القناطر
كانت تلك المنطقة كلها يشغلها القصر العظيم الذي بناه أحمد بن طولون لنفسه في شمال القطائع وسمي قصر الميدان وجعل فيه الحدائق الغناء والبساتين العامرة والملاعب والساحات. فكان هدف هذه القناطر هو توصيل المياه وامدادها للقصر وحاشية وجنود بن طولون، كذلك تزويد الحدائق والبساتين بالماء الغزير، أو الكافي على الأقل، بكل الطرق الممكنة التي تيسر الحصول عليه.